# Деналі (боро)
Шаблон:StateAbbr_ 63°47′20″ пн. ш. 150°11′30″ зх. д. / 63.788888888889° пн. ш. 150.19166666667° зх. д.
Боро Деналі (англ. Denali Borough) — боро  в штаті Аляска, США.

## Демографія
За даними перепису 2000 року загальне населення боро становило 1893 осіб, усе сільське. Серед мешканців чоловіків було 1101, а жінок — 792. У боро було 785 домогосподарств, 453 родин, які мешкали в 1351 будинках. Середній розмір родини становив 3,03 особи.
Віковий розподіл населення поданий у таблиці:
| Стать    | До 15 років | 15-21 | 22-29 | 30-39 | 40-49 | 50-65 | 65-85 | Понад 85 |
| -------- | ----------- | ----- | ----- | ----- | ----- | ----- | ----- | -------- |
| Чоловіки | 196         | 80    | 116   | 189   | 273   | 208   | 34    | 5        |
| Жінки    | 162         | 70    | 84    | 132   | 203   | 122   | 16    | 3        |

## Оточення
- Зона перепису Юкон-Коюкук — захід/північ
- Боро Фербенкс-Норт-Стар — північний схід
- Зона перепису Південносхідний Фейрбенкс[en] — схід
- Матануска-Сусітна — південь